# Salomón Libman
Salomón Alexis Libman Pastor, mais conhecido como Salomón Libman, (Lima, 25 de fevereiro de 1984) é um futebolista peruano que atua como goleiro. Atualmente joga no César Vallejo.

## Carreira
Libman fez parte do elenco da Seleção Peruana de Futebol da Copa América de 2011.